# Brandenburger Tor (Lied)
Brandenburger Tor ist ein norwegisches Lied von Ketil Stokkan, das beim Eurovision Song Contest 1990 für Norwegen mit der Startnummer 9, zwischen Island (Eitt lag enn) und Israel (Shara barkhovot) an den Start ging. Es bekam nur 8 Punkte (4 von Israel, 1 von Dänemark, 3 von Irland) und belegte gemeinsam mit Finnland (Fri?), hinter Portugal (Há sempre alguém), den 21. und letzten von 22 Plätzen.
In dem Lied geht es um den Fall der Berliner Mauer, die damit verbundenen Emotionen, und wie ein Bild um die Welt ging. So heißt es im Refrain:

„Her står vi på Brandenburger Tor (Haar stor wie po Brandenburger Tor)

Hånd i hånd som om det va' i går (Hond i Hond som om de vaa i goor)

Du og æ på Brandenburger Tor (Dü o a po Brandenburger Tor)

Vi ser Brandenburger Tor (Wie see Brandenburger Tor)“

auf Deutsch übersetzt:

„Hier stehen wir am Brandenburger Tor

Hand in Hand, als ob es gestern war

Du und ich am Brandenburger Tor

Wir sehen das Brandenburger Tor“